# وسائل الإعلام في ليبيريا

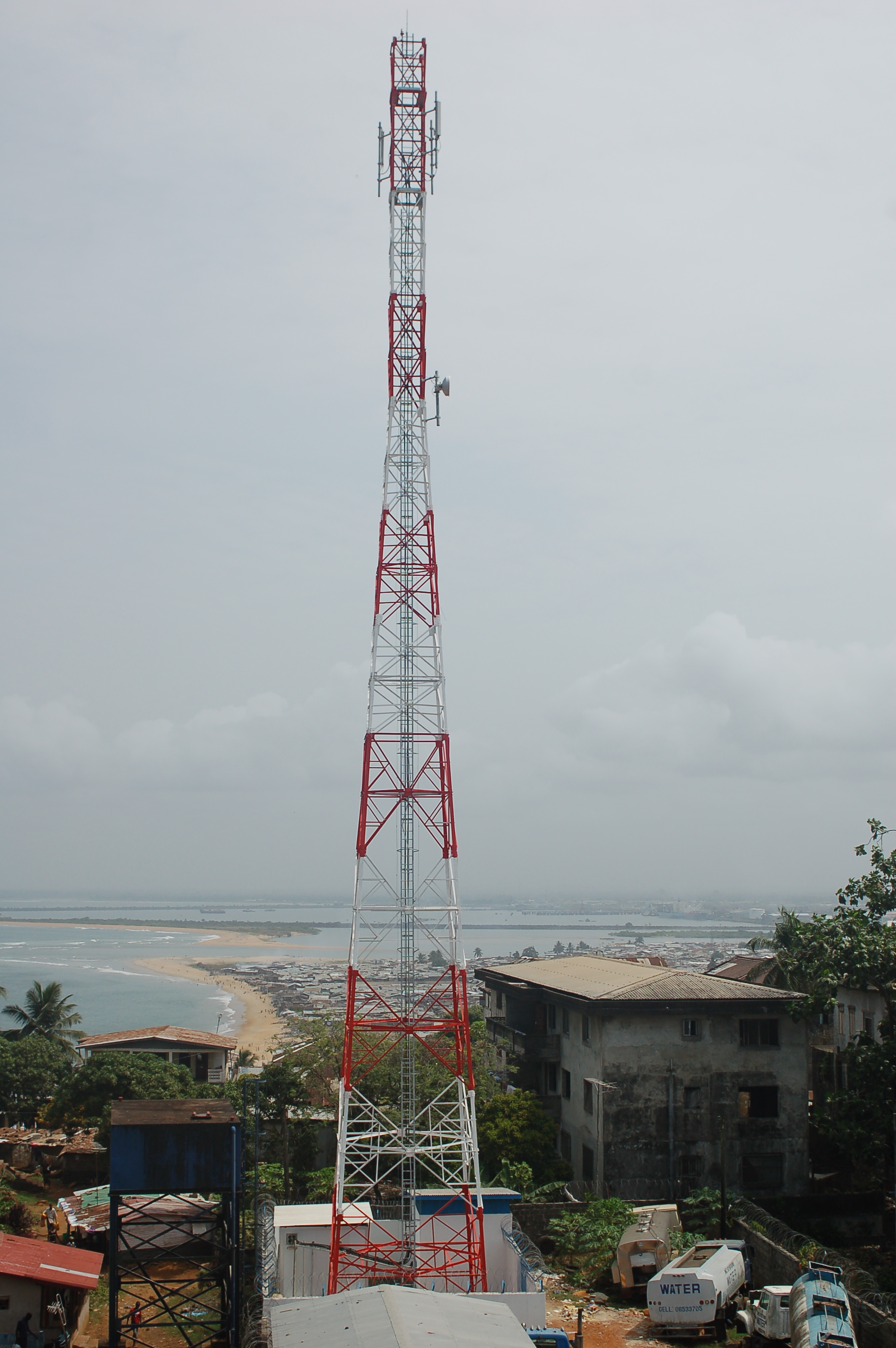
برج هوائي سيلكوم في ليبيريا، مدينة مونروفيا (2009).

وسائل الإعلام في ليبيريا تشمل الصحافة والإذاعة والتلفاز والهواتف الثابتة والمتنقلة والإنترنت. تعرضت الكثير من البنية التحتية للاتصالات في ليبيريا للتدمير أو النهب خلال الحربين الأهليتين (1989-1996 و1999-2003). ومع انخفاض معدل الإلمام بالقراءة والكتابة بين الكبار وارتفاع معدلات الفقر، أصبح استخدام التلفزيون والصحف محدودًا مما جعل الراديو الوسيلة السائدة للتواصل مع الجمهور.

## نبذة
بالرغم من مكافحتها مع القيود الاقتصادية والسياسية، أخذت بيئة وسائل الإعلام في ليبيريا في التوسع، وعدد الصحف والمحطات الإذاعية المسجلة (العديد منها محطات مجتمعية) آخذة في الازدياد على الرغم من إمكانيات السوق المحدودة وينشر أو يبث المحتوى الناقد سياسيًا والمقالات الاستقصائية.

## الصحافة
بعض من الصحف الرئيسية:
- ذي انالايست.
- صحيفة بوما تايمز.
- ديلي أوبزرفر (تأسست عام 1981) صحيفة خاصة.
- ذا دايلي توك.
- فرونت بيج افريقيا، صحيفة خاصة.
- ذا انكوارير، صحيفة يومية خاصة.
- كرونايلك الوطنية.
- الفجر الجديد، صحيفة يومية خاصة.
- نيو ديمقرات.
- ذا نيو ريبابليك.

تشمل الصحف والمجلات البائدة:
- افريكا ليق.
- افريكان ناشونالتي.
- افريكان لومينري (تأسست عام 1839).
- امولت (تأسست عام 1839).
- دايلي ليسنر (تأسست عام 1950).
- فوت برينت توداي (تأسست عام 1984).

## الراديو
- أجهزة الراديو: 790.000 جهاز استقبال لاسلكي (1997). [تحتاج إلى تحديث]
- المحطات الإذاعية: محطة إذاعية واحدة تابعة للدولة، ولكن لا توجد محطة إذاعية عامة وطنية؛ وحوالي 15 محطة إذاعية مستقلة تبث في مونروفيا و25 محطة محلية أخرى تبث في مناطق أخرى، وتتوفر عمليات بث 2 مذيعين دوليين (2007).[5]
- بي بي سي وورلد سيرفس 103 FM.
- ايلبس FM، إذاعة عامة.
- ايلوا FM وSW، محطة خاصة دينية - مسيحية.
- بوما 106.6 FM.
- لوكس 106.6 FM، جامعة ليبيريا.
- راديو ليبيريا FM، يشغل بواسطة نظام البث الليبيري (LBS) الذي تديره الدولة.
- راديو فيريتاس FM وSW، ديني كاثوليكي.
- RFI English FM، الخدمة الإنجليزية لراديو فرنسا الدولي.
- سكاي اف ام.
- ستار راديو FM و SW، تدار بالشراكة مع مؤسسة هيرونديل القائمة في سويسرا.
- تروث FM.
- إذاعة بعثة الأمم المتحدة في ليبريا على موجة FM، وتديرها بعثة الأمم المتحدة.
- فويس اوف فايرستون ليبيريا 89.5 FM.[6]

## التلفاز
- أجهزة التلفاز: 70.000 جهاز (1997). [بحاجة لتحديث]
- قناة بوما التلفزيونية 4.
- محطات التلفاز: 4 محطات تلفزيونية خاصة، ولا تتوفر مع خدمة القنوات الفضائية الوطنية (2007):[5]
  - تلفزيون كلار الخاص.
  - تلفزيون دي سي الخاص.
  - تلفزيون باور الخاص.
  - تلفزيون ريل الخاص.
- نظام البث الليبيري: تلفزيون ليبيريا الوطني المملوك للحكومة (LNTV).

## الهواتف
- رمز الاتصال: +231 [بحاجة لمصدر]
- بادئة الاتصال الدولي: 00 [7]

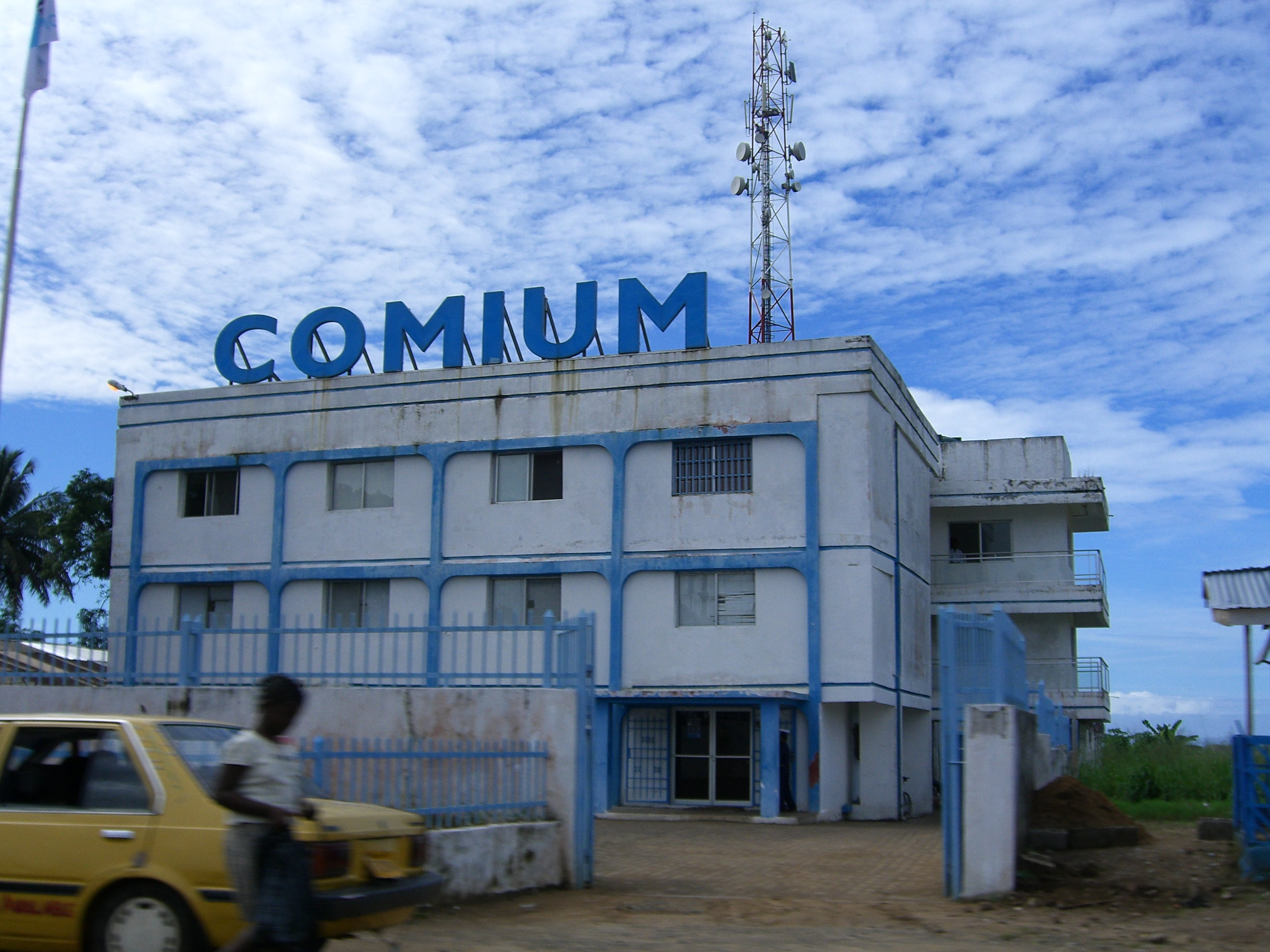
مبنى كوميوم للهواتف المحمولة (2006).

- خطوط الاتصال الرئيسية: 3200 خط مستخدم، المركز 213 في العالم (2011).
- الهواتف الخلوية المتنقلة: 2.4 مليون خط، المركز 138 في العالم (2012).
- نظام الهاتف: الخدمات المحدودة المتاحة موجودة بنحو شبه حصري في العاصمة مونروفيا، أما خدمة الخطوط الثابتة راكدة ومحدودة للغاية، وامتدت التغطية الهاتفية إلى عدد من المدن الأخرى والمناطق الريفية من خلال أربعة مشغلين للشبكات الخلوية المتنقلة مما أسعف في إنماء قاعدة الاشتراك في الهواتف الخلوية المتنقلة وبلوغ الكثافة الهاتفية لـ50 لكل 100 شخص (2011).
- المحطات الأرضية الفضائية: 1 انتل سات (المحيط الأطلسي) (2010).
- الاتصالات السلكية: يربط نظام الكابلات من ساحل إفريقيا إلى أوروبا (ACE) البلدان الواقعة على طول الساحل الغربي لأفريقيا ببعضها البعض ومن ثم إلى البرتغال وفرنسا. دمرت البنية التحتية للخطوط الثابتة في ليبيريا بالكامل تقريبًا خلال الحروب الأهلية (1989-1996 و 1999-2003).

وقبيل إقرار قانون الاتصالات السلكية واللاسلكية لعام 2007، احتكرت شركة ليبيريا للاتصالات المملوكة للدولة (LIBTELCO) جميع خدمات الخطوط الثابتة في ليبيريا احتكارًا قانونيًا، ولا زالت المزود الوحيد المرخص لخدمة الهاتف الثابت في البلاد. مزودي الخدمة الخلوية GSM المرخصين في الدولة هم: لونستر سيل وسيلكوم ولبيرسيل وكروميوم. 45٪ من السكان لديهم خدمة الهاتف الخليوي تقريبًا.

## الإنترنت
- المجال الأعلى مستوى:[5]
- مستخدمي الإنترنت:
  - 317.717 مستخدم، بنسبة 7.3٪ من السكان، المركز 158 في العالم (تقديرات 2016).[9][10]
  - 20.000 مستخدم، المركز 194 في العالم (2009).
- الشبكة العريضة الثابتة: 78 اشتراكًا، المركز 193 في العالم، بنسبة أقل من 0.05٪ من السكان، المركز 192 في العالم (2012).[11]
- الشبكة العريضة اللاسلكية: غير معروف (2012).[12]
- مضيفي الإنترنت: 7 مضيفين، المركز 228 في العالم (2012).
- بروتوكولات الإنترنت:  13.312عنوان مخصص، بنسبة أقل من 0.05٪ من الإجمالي العالمي، 3.4 عناوين لكل 1000 شخص (2012).[13][14]

### مواقع تجارية بارزة
بالرغم من اختلاف قطاع الإنترنت التجاري في ليبيريا عن غالبية البلدان الأفريقية، لا توجد غير عدد قليل من مواقع الإعلانات المصنفة: [بحاجة لمصدر]
- Liberiacommerce.com

### رقابة الإنترنت والإشراف
لم تضع الحكومة أي قيود على الوصول إلى الإنترنت ولا تفيد التقارير بمراقبة الحكومة للبريد الإلكتروني أو غرف الدردشة على الإنترنت.
ينص الدستور على حرية التعبير والصحافة، وتحترم الحكومة بنحو عام هذه الحقوق في الممارسة العملية، وتنص قوانين التشهير والأمن القومي على بعض القيود على حرية التعبير. ويستطيع الأفراد عمومًا انتفاد الحكومة علنًا أو سرا دون حساب، ويمارس بعض الصحفيين الرقابة الذاتية. يحظر الدستور التدخل التعسفي في الخصوصية أو الأسرة أو المنزل أو المراسلات، وتحترم الحكومة بشكل عام هذه المحظورات في الممارسة العملية.
ناصرت الرئيسة سيرليف ذلك ووقعت على إعلان الرابطة العالمية للصحف وناشري الأخبار حول جبل تيبل في مونروفيا في 21 يوليو 2012، ولابد من الالتزام بالمبادئ الأساسية للصحافة الحرة والدعوة إلى إلغاء قوانين التشهير والسب الجنائي المستخدمة بانتظام ضد الصحفيين.